# School's Out (chanson)
Singles de Alice Cooper
Be My Lover
(1972) Elected
(1972)
School's Out est une chanson figurant sur le cinquième album studio d'Alice Cooper, éponyme, sorti en 1972. En 2004, School's Out a été classé 319e dans Les 500 plus grandes chansons de tous les temps selon Rolling Stone et en 2009, 35e meilleure chanson de Hard rock de tous les temps par VH1.
School's Out est devenu le premier single majeur d'Alice Cooper, grimpant à la 7e position au Billboard Hot 100 la semaine du 29 juillet 1972. Au Royaume-Uni, le single est propulsé à la première place. Dans le reste de l'Europe, le single se positionne 5e en Allemagne, 6e en Norvège, 9e aux Pays-Bas et 12e en Autriche. Dans le reste du monde, School's Out occupe la 22e place en Australie.

## Dans la culture
- 1994 : L'Eau froide d'Olivier Assayas (bande originale)

La chanson a été utilisée dans les films Scream, Génération rebelle, Rock 'n' Roll High School ou encore I Love You, Beth Cooper.
Le titre est aussi présent dans le jeu vidéo Guitar Hero III: Legends of Rock.

## Composition du groupe
- Alice Cooper — chant
- Glen Buxton — guitare
- Michael Bruce — guitare
- Dennis Dunaway — basse
- Neal Smith — batterie

## Liste des titres
Face-B - Gutter Cat
Le titre School's Out est crédité Cooper & Bruce sur le 45 tours autrichien.
| No | Titre        | Auteur                                    | Durée |
| -- | ------------ | ----------------------------------------- | ----- |
| A. | School's Out | Alice Cooper, Michael Bruce               | 3:29  |
| B. | Gutter Cat   | Alice Cooper, Glen Buxton, Dennis Dunaway | 3:45  |

Face-B - Elected
| A.  | School's Out | 3:28 |
| B.  | Elected      | 3:40 |
| 7:8 |              |      |

## Versions

### Daphne and Celeste
Un single a été publié en 2000 par le groupe pop féminin Daphne and Celeste. Le chœur est basé sur la version originale de School's Out, quelques autres éléments ont aussi été retenus pour cette version. La version du groupe Daphne & Celeste a été classée à la 12e place dans les charts britanniques.

### GWAR
La chanson a aussi été reprise par le groupe GWAR. Le single a été publié sur leur premier album studio en 2006, Beyond Hell. Le titre est sorti en téléchargement via iTunes et eMusic.

### Reprises
Musique
- 1976: Sensational Alex Harvey Band - The Penthouse Tapes
- 1981: 45 Grave - Partytime (single)
- 1985: Grave Digger - Witch Hunter
- 1985: Toyah Willcox - Minx
- 1986: Krokus - Change of Address
- 1986: Steffanie - single School's Out / album Pink Noise
- 1988: Michael Cretu - Cretu and Thiers
- 1999: Dave Mustaine, Marty Friedman, Bob Kulick, Bob Daisley, Eric Singer & Paul Taylor pour l'album Humanary Stew: A Tribute to Alice Cooper
- 1999: Sevendust - Licking Cream (single)
- 2001: The Donnas - The Donnas Turn 21

Cinéma
- 1998: Soul Asylum - The Faculty

## Charts
| Pays                           | Position     | Réf          |
| School's Out                   | School's Out | School's Out |
| ------------------------------ | ------------ | ------------ |
| Allemagne (GfK Entertainment)  | 5            | [ 5 ]        |
| Australie (ARIA Charts)        | 22           | [ 9 ]        |
| Autriche (Ö3 Austria Top 40)   | 12           | [ 8 ]        |
| États-Unis (Billboard Hot 100) | 7            | [ 2 ]        |
| Norvège (VG-lista)             | 6            | [ 6 ]        |
| Pays-Bas (MegaCharts)          | 9            | [ 7 ]        |
| Royaume-Uni (UK Singles Chart) | 1            | [ 4 ]        |